# 제13회 인디다큐페스티발
제13회 인디다큐페스티발은 2013년 3월 21일에 열린 시상식이다.

## 수상 및 후보

### 관객상
- 마이 플레이스 - 박문칠 수상

### 국내 신작전
- 가면놀이 - 문정현
- 군대에 가고 싶지 않은 마음 - 장윤미
- 그리고 싶은 것 - 권효
- 달리는 꿈의 상자, 모모 - 박명진
- 동구 밖 - 장경희
- 비념 - 임흥순
- 아버지의 이메일 - 홍재희
- 옥화의 집 - 허철녕
- 왕자가 된 소녀들 - 김혜정
- 울면서 달리기 - 오현민
- 웰랑 뜨레이 - 김태일
- 잔인한 내림 - 遺傳 - 김환태
- 청춘유예 - 안창규
- 햇빛과 사이렌 - 임윤수
- 그 자퇴하는 학생은 어디로 가면 됩니까! - 한동혁
- 내가 기억하는 것 - 곽대희
- 두 번째 계절 - 영
- 두리반 발전기 - 이원우
- 라즈 온 에어 - 이옥섭
- 사물의 숨겨진 원리 - 조민석
- 우는 여자 - 신효진
- 철의 시대 - 정지윤
- 콩가루 모녀 - 오해리
- 학교, 밖으로 - 오현진
- 할망바다 - 강희진
- 레퀴엠 - 임홍재
- 2의 증명 - 스이 외 1명
- 버블 아트 - 조재민
- 주님의 학교 - 전상진
- 마이 플레이스 - 박문칠
- 비욘드 더 월 - 송보미

### 올해의 초점
- 가난뱅이의 역습 - 주현숙
- 닭의 마을 - 정상문
- 불안 - 민환기
- 아버지 없는 삶 - 김응수
- 상 - 오민욱
- 이빨, 다리, 깃발, 폭탄 - 백종관
- 이상 - 손하예슬
- 영화판 - 허철
- 춤추는 숲 - 강석필
- 村, 금가이 - 강세진

### 아시아의 초점
- 굿바이 UR - 일본 공공주택의 위기 - 하야카와 유미코
- 나의 신념 - 도이 토시쿠니
- 사사키 치즈코가 사는 법 - 시모노보 슈코
- 저를 보내지 마세요, 제발. - 카즈야 타치카와
- 카마가사키 권리 찾기 - 김임만
- 기억의 잔상 - 타마라 스테파니안
- 달콤한 잠 - 데이비 추
- 아민 - 샤힌 파르하미
- 차르... 국경위의 섬 - 수라브 사랑기

### 특별 초청
- 지슬 - 끝나지 않은 세월2 - 오멸

### 포럼 기획
- 동굴 밖으로 - 안건형

### 다큐멘터리 발언대
- 765와 용회마을 - 김소희
- 결코 파괴되지 않는.. - 고수정
- 유리감옥 - 김유진
- 미안해요, 함께 할게요 - 태준식
- 송전탑 - 이동렬
- 하늘을 향해 빛으로 소리쳐 - 하샛별 외 3명